# نومی رویز
نومی رویز (به انگلیسی: Nomi Ruiz) خواننده، ترانه‌سرا، بازیگر آمریکایی است.
او یک زن ترنس است.